# Bazillac
Bazillac est une commune française située dans le nord du département des Hautes-Pyrénées, en région Occitanie. Sur le plan historique et culturel, la commune est de l’ancien comté de Bigorre, comté historique des Pyrénées françaises et de Gascogne.
Exposée à un climat de montagne, elle est drainée par l'Adour, l'Aule, le ruisseau de Larcis et par deux autres cours d'eau. La commune possède un patrimoine naturel remarquable : un site Natura 2000 (la « vallée de l'Adour »), un espace protégé (« L'Adour ») et trois zones naturelles d'intérêt écologique, faunistique et floristique.
Bazillac est une commune rurale qui compte 369 habitants en 2022. Elle fait partie de l'aire d'attraction de Tarbes. Ses habitants sont appelés les Bazillacois ou  Bazillacoises.

## Géographie

### Localisation
La commune de Bazillac se trouve dans le département des Hautes-Pyrénées, en région Occitanie.
Elle se situe à 14 km à vol d'oiseau de Tarbes, préfecture du département, et à 14 km de Maubourguet, bureau centralisateur du canton du Val d'Adour-Rustan-Madiranais dont dépend la commune depuis 2015 pour les élections départementales.
La commune fait en outre partie du bassin de vie de Vic-en-Bigorre.
Les communes les plus proches sont : 
Ugnouas (1,6 km), Camalès (2,2 km), Villenave-près-Marsac (2,6 km), Tostat (2,7 km), Pujo (2,9 km), Escondeaux (2,9 km), Marsac (3,1 km), Sarriac-Bigorre (3,8 km).
Sur le plan historique et culturel, Bazillac fait partie de l’ancien comté de Bigorre, comté historique des Pyrénées françaises et de Gascogne créé au IXe siècle puis rattaché au domaine royal en 1302, inclus ensuite au comté de Foix en 1425 puis une nouvelle fois rattaché au royaume de France en 1607. La commune est dans le pays de Tarbes et de la Haute Bigorre.
| Vic-en-Bigorre (par un quadripoint) | Sarriac-Bigorre | Rabastens-de-Bigorre |
| Camalès                             | Bazillac        | Escondeaux           |
|                                     | Ugnouas         | Tostat               |

### Hydrographie

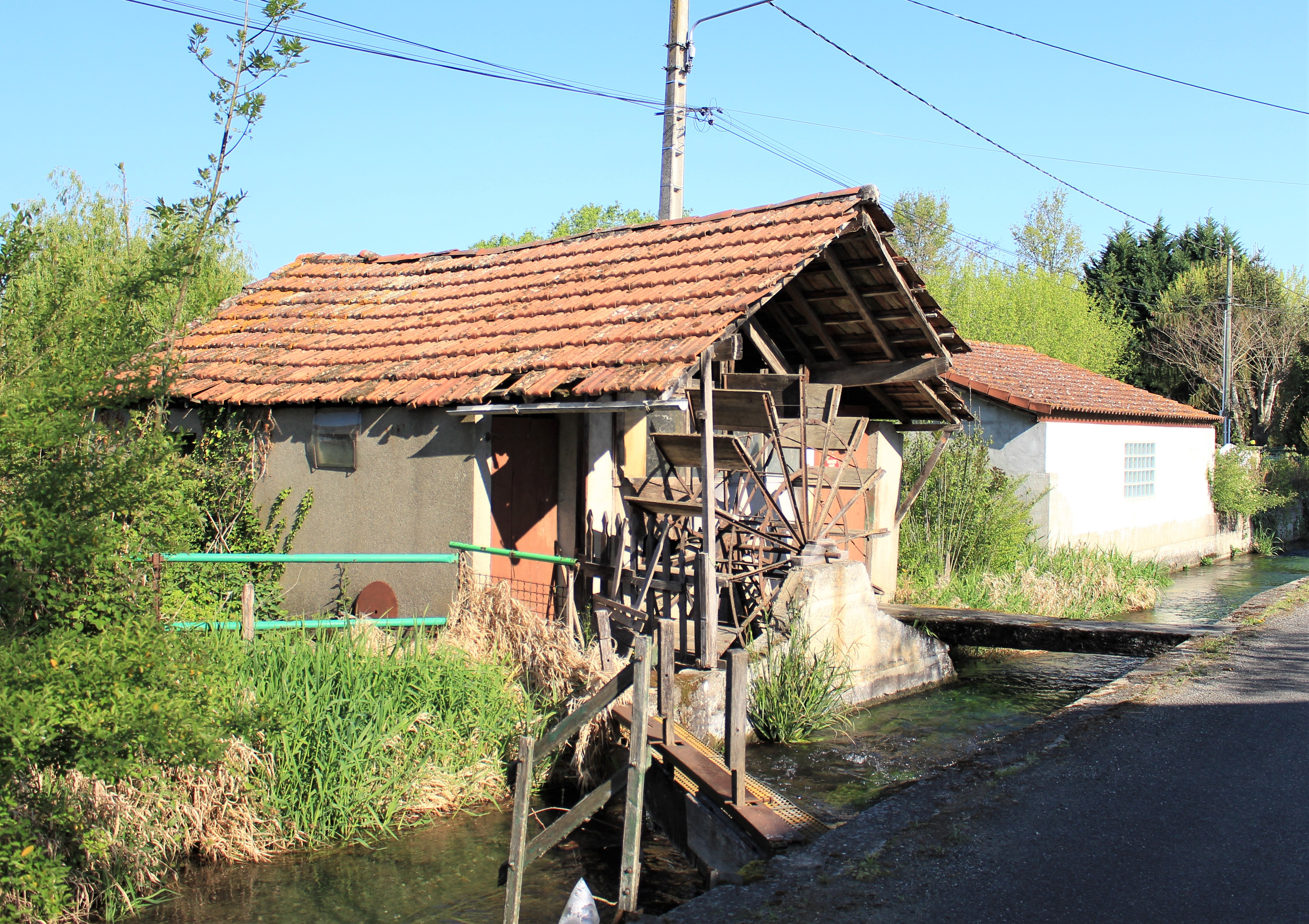
Le moulin en 2023.

La commune est dans le bassin de l'Adour, au sein du bassin hydrographique Adour-Garonne. Elle est drainée par l'Adour, l'Aule, le ruisseau de Larcis, L'Ayguevive L'échéou et par un petit cours d'eau, constituant un réseau hydrographique de 8 km de longueur totale,.
L'Adour, d'une longueur totale de 308,8 km, se forme dans la vallée de Campan en Haute-Bigorre de la réunion de trois torrents : l'Adour de Payolle, l'Adour de Gripp et l'Adour de Lesponne et s'écoule du sud vers le nord. Il traverse la commune et se jette dans le golfe de Gascogne à Anglet, après avoir traversé 118 communes.
L'Aule, d'une longueur totale de 16,1 km, prend sa source dans la commune de Chis et s'écoule du sud vers le nord. Il traverse la commune et se jette dans le canal d'Alaric à Barbachen, après avoir traversé 9 communes.

### Climat
Le climat est tempéré de type océanique en raison de l'influence proche de l'océan Atlantique situé à peu près 150 km plus à l'ouest. La proximité des Pyrénées fait que la commune profite d'un effet de foehn, il peut aussi y neiger en hiver, même si cela reste inhabituel.
| Mois                              | jan.  | fév.  | mars  | avril | mai   | juin  | jui.  | août  | sep.  | oct.  | nov.  | déc.  | année   |
| --------------------------------- | ----- | ----- | ----- | ----- | ----- | ----- | ----- | ----- | ----- | ----- | ----- | ----- | ------- |
| Température minimale moyenne (°C) | 0,6   | 1,3   | 2,7   | 5,2   | 8,3   | 11,6  | 14,1  | 13,9  | 11,7  | 8     | 3,6   | 1,3   | 6,9     |
| Température moyenne (°C)          | 5,3   | 6,1   | 7,8   | 10    | 13,3  | 16,7  | 19,3  | 19    | 17,2  | 13,3  | 8,5   | 5,8   | 11,9    |
| Température maximale moyenne (°C) | 9,9   | 11    | 12,9  | 14,8  | 18,3  | 21,7  | 24,5  | 24    | 22,6  | 18,6  | 13,4  | 10,4  | 16,8    |
| Ensoleillement (h)                | 108,8 | 118,8 | 155,6 | 157,2 | 181,3 | 191,5 | 215,5 | 196,4 | 194,5 | 164,4 | 124,4 | 104,4 | 1 912,8 |
| Précipitations (mm)               | 112,8 | 97,5  | 100,2 | 105,7 | 113,6 | 80,7  | 57,3  | 70,3  | 71    | 85,2  | 93    | 112,1 | 1 099,4 |

### Milieux naturels et biodiversité

#### Espaces protégés
La protection réglementaire est le mode d’intervention le plus fort pour préserver des espaces naturels remarquables et leur biodiversité associée,.
Dans ce cadre, la commune fait partie.
Un  espace protégé est présent sur la commune : 
« L'Adour », objet d'un arrêté de protection de biotope, d'une superficie de 12,8 ha.

#### Réseau Natura 2000

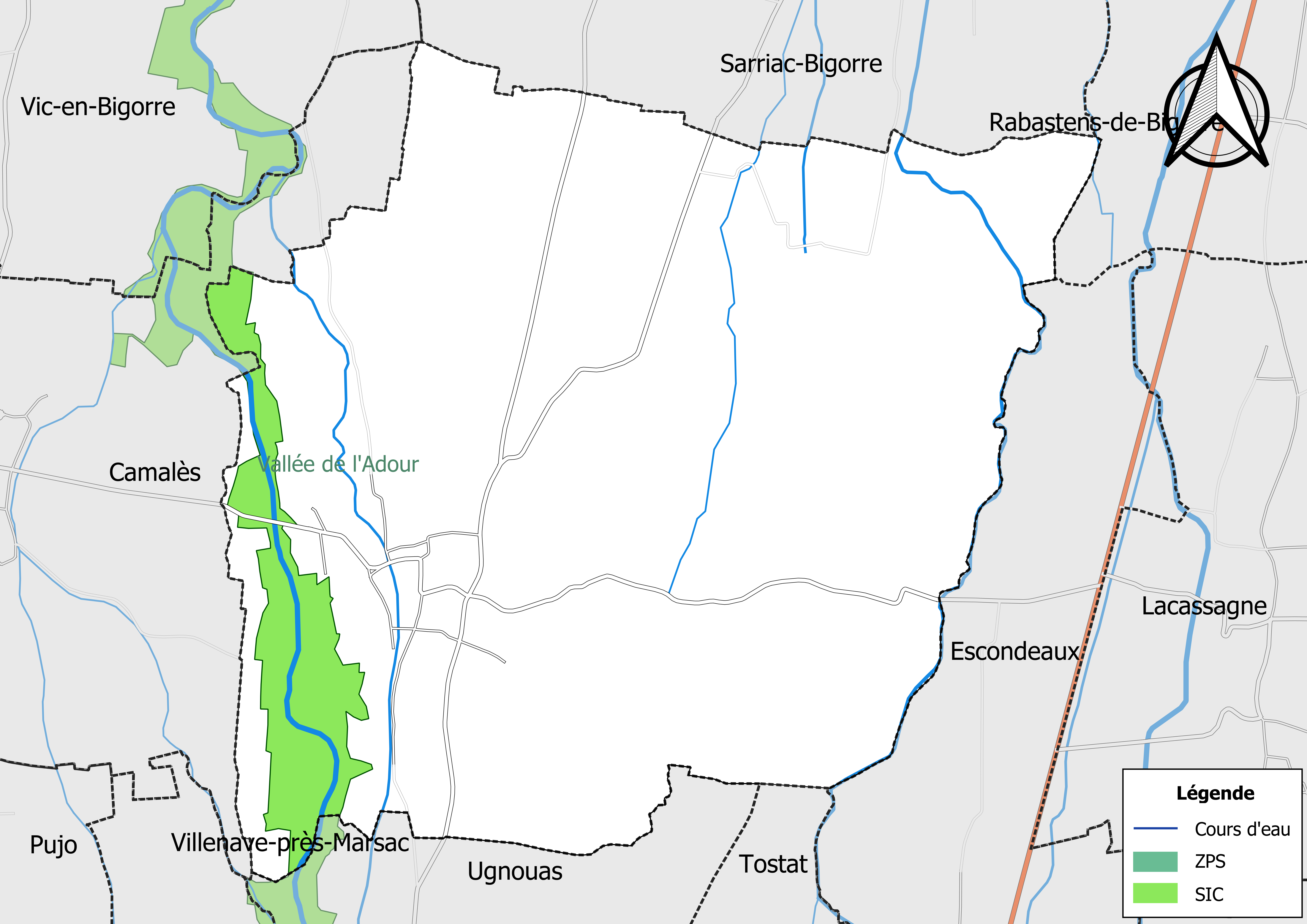
Site Natura 2000 sur le territoire communal.

Le réseau Natura 2000 est un réseau écologique européen de sites naturels d'intérêt écologique élaboré à partir des Directives « Habitats » et « Oiseaux », constitué de zones spéciales de conservation (ZSC) et de zones de protection spéciale (ZPS).
Un site Natura 2000 a été défini sur la commune au titre de la « directive Habitats » : la « vallée de l'Adour », d'une superficie de 2 694 ha, un espace où les habitats terrestres et aquatiques abritent une flore et une faune remarquable et diversifiée, avec la présence de la Loutre et de la Cistude d'Europe.

#### Zones naturelles d'intérêt écologique, faunistique et floristique
L’inventaire des zones naturelles d'intérêt écologique, faunistique et floristique (ZNIEFF) a pour objectif de réaliser une couverture des zones les plus intéressantes sur le plan écologique, essentiellement dans la perspective d’améliorer la connaissance du patrimoine naturel national et de fournir aux différents décideurs un outil d’aide à la prise en compte de l’environnement dans l’aménagement du territoire.
Une ZNIEFF de type 1 est recensée sur la commune :
« l'Adour, de Bagnères à Barcelonne-du-Gers » (2 786 ha), couvrant 59 communes dont 18 dans le Gers, une dans les Landes et 40 dans les Hautes-Pyrénées et deux ZNIEFF de type 2, : 
- l'« Adour et milieux annexes » (3 634 ha), couvrant 60 communes dont 18 dans le Gers, une dans les Landes et 41 dans les Hautes-Pyrénées[20] ;
- les « boisements de la plaine de l'Adour de Chis à Bazillac » (333 ha), couvrant 8 communes du département[21].

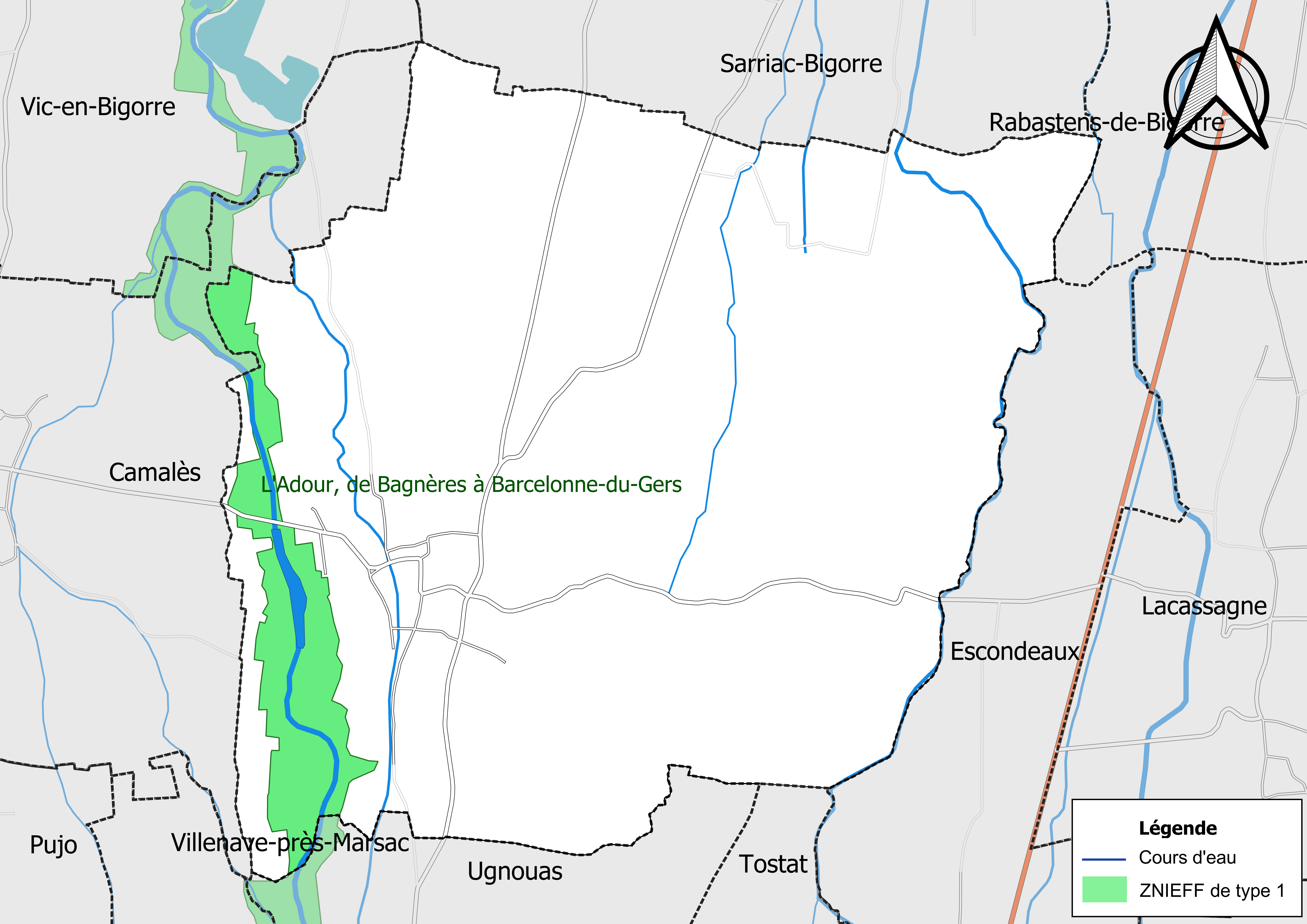
Carte de la ZNIEFF de type 1 sur la commune.
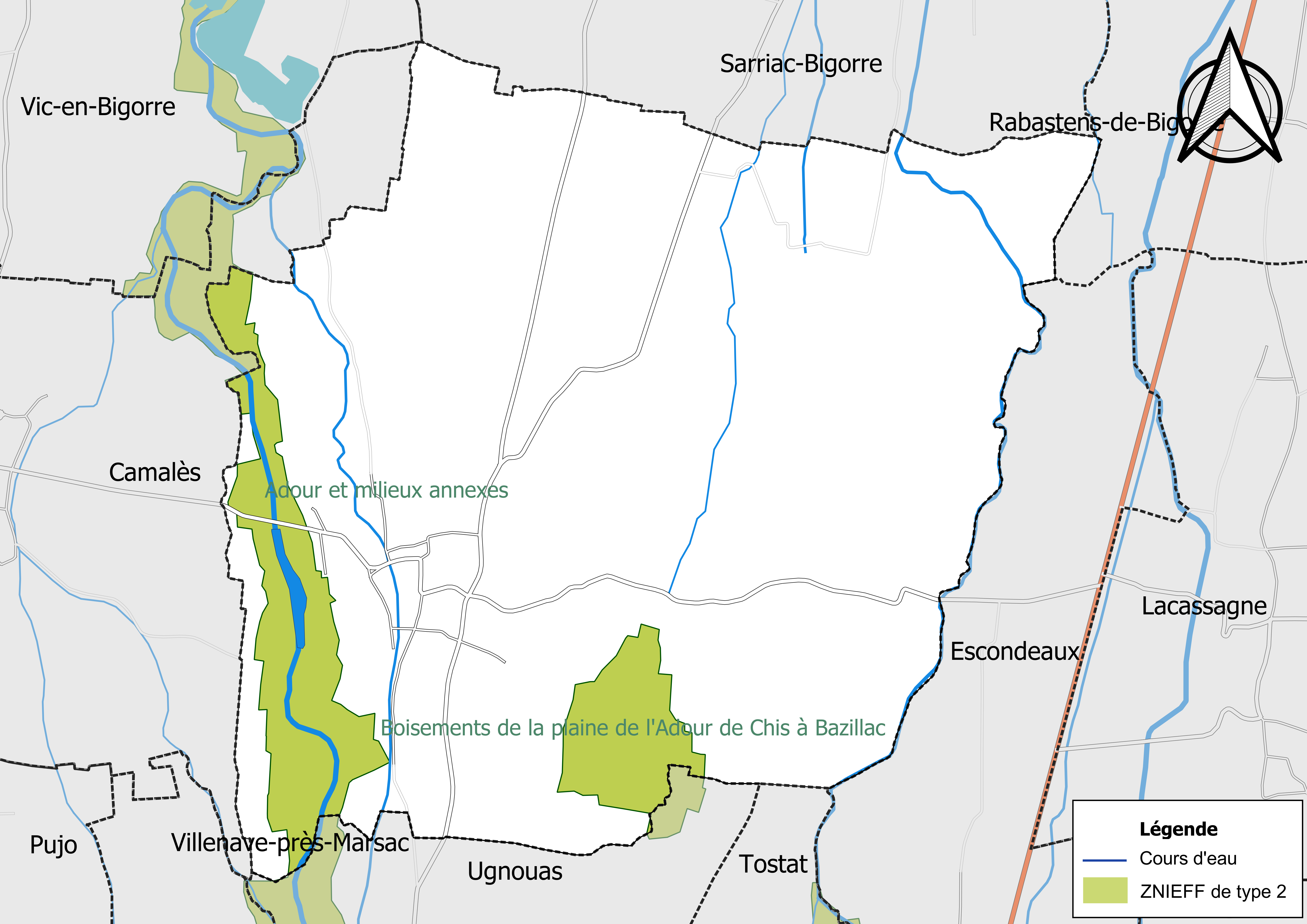
Carte des ZNIEFF de type 2 sur la commune.

## Urbanisme

### Typologie
Au 1er janvier 2024, Bazillac est catégorisée commune rurale à habitat dispersé, selon la nouvelle grille communale de densité à sept niveaux définie par l'Insee en 2022.
Elle est située hors unité urbaine. Par ailleurs la commune fait partie de l'aire d'attraction de Tarbes, dont elle est une commune de la couronne,. Cette aire, qui regroupe 153 communes, est catégorisée dans les aires de 50 000 à moins de 200 000 habitants,.

### Occupation des sols
L'occupation des sols de la commune, telle qu'elle ressort de la base de données européenne d’occupation biophysique des sols Corine Land Cover (CLC), est marquée par l'importance des territoires agricoles (78,7 % en 2018), en diminution par rapport à 1990 (79,7 %). La répartition détaillée en 2018 est la suivante : 
terres arables (68,6 %), forêts (16,8 %), zones agricoles hétérogènes (10,1 %), zones urbanisées (4,5 %).
L'IGN met par ailleurs à disposition un outil en ligne permettant de comparer l’évolution dans le temps de l’occupation des sols de la commune (ou de territoires à des échelles différentes). Plusieurs époques sont accessibles sous forme de cartes ou photos aériennes : la carte de Cassini (XVIIIe siècle), la carte d'état-major (1820-1866) et la période actuelle (1950 à aujourd'hui).

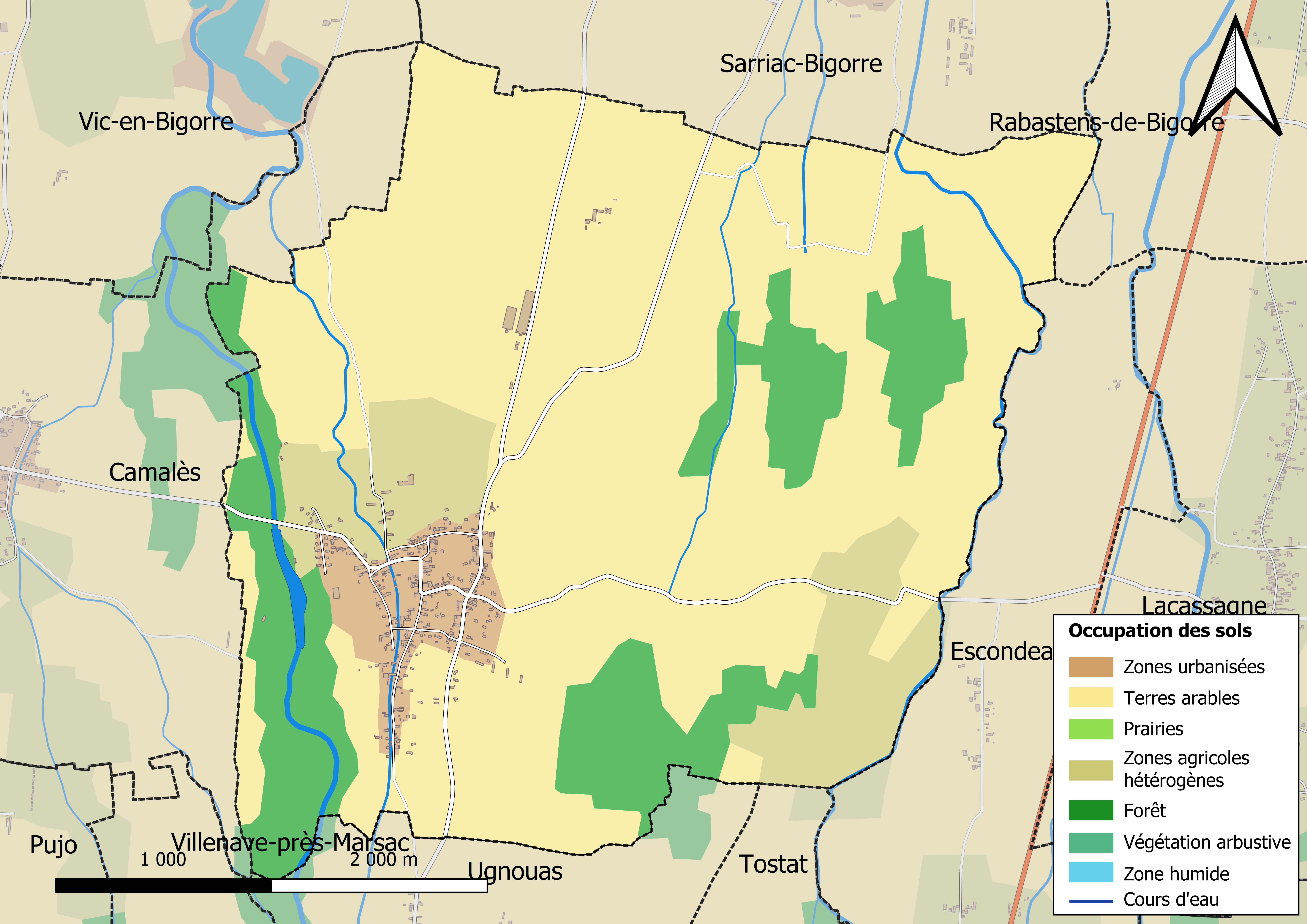
Carte des infrastructures et de l'occupation des sols en 2018 (CLC) de la commune.
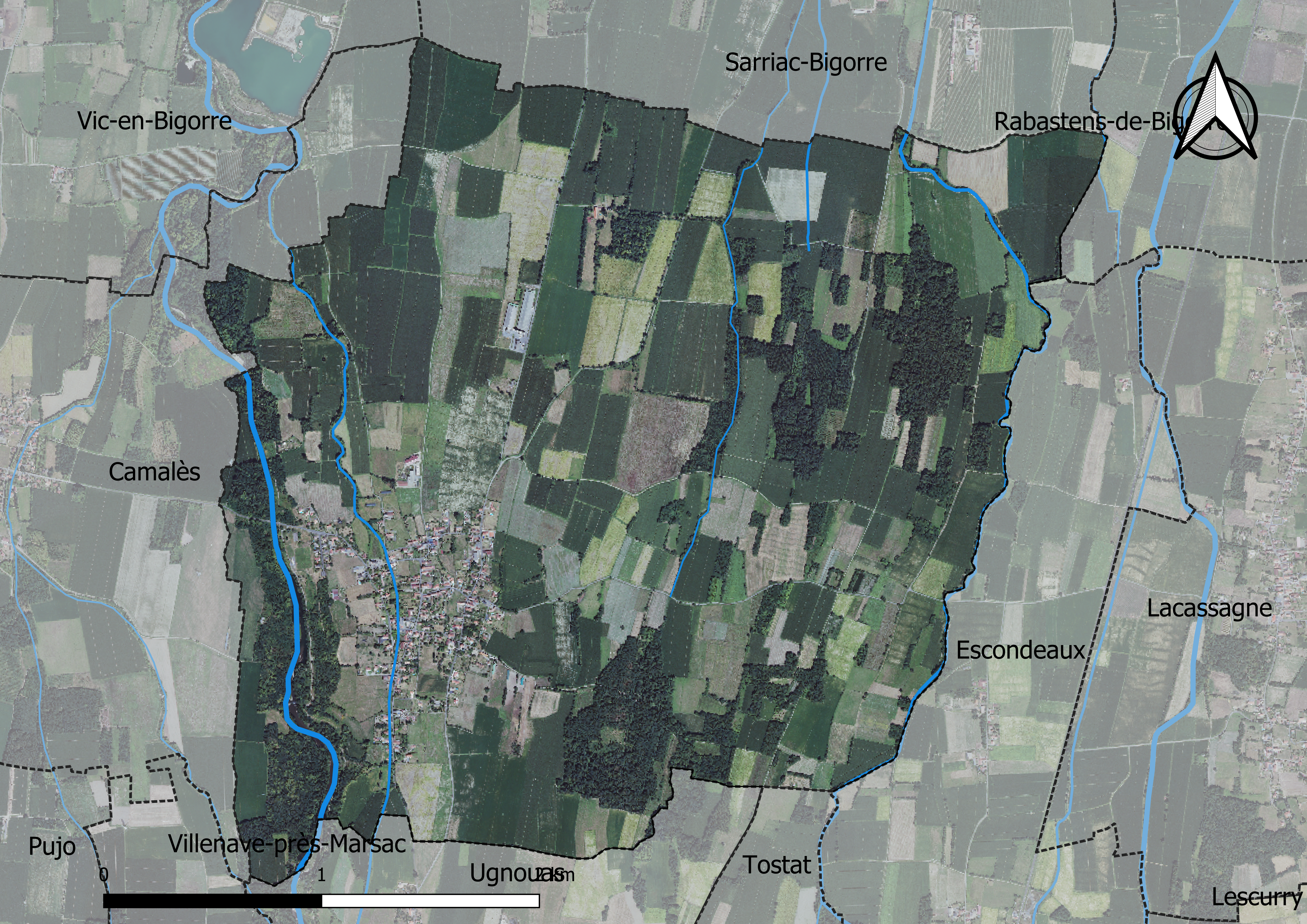
Carte orthophotogrammétrique de la commune.

### Logement
En 2012, le nombre total de logements dans la commune est de 157.

Parmi ces logements, 90.2  % sont des résidences principales, 5.9  % des résidences secondaires et  3.9  % des logements vacants.

### Voies de communication et transports
Cette commune est desservie par les routes départementales D 4, D 8 et D 51.

### Risques majeurs
Le territoire de la commune de Bazillac est vulnérable à différents aléas naturels : météorologiques (tempête, orage, neige, grand froid, canicule ou sécheresse), inondations, mouvements de terrains et séisme (sismicité modérée). Un site publié par le BRGM permet d'évaluer simplement et rapidement les risques d'un bien localisé soit par son adresse soit par le numéro de sa parcelle.
Certaines parties du territoire communal sont susceptibles d’être affectées par le risque d’inondation par débordement de cours d'eau, notamment l'Adour et l'Aule. La cartographie des zones inondables en ex-Midi-Pyrénées réalisée dans le cadre du XIe Contrat de plan État-région, visant à informer les citoyens et les décideurs sur le risque d’inondation, est accessible sur le site de la DREAL Occitanie. La commune a été reconnue en état de catastrophe naturelle au titre des dommages causés par les inondations et coulées de boue survenues en 1982, 1999 et 2009,.
Bazillac est exposée au risque de feu de forêt. Un plan départemental de protection des forêts contre les incendies a été approuvé par arrêté préfectoral le 21 avril 2020 pour la période 2020-2029. Le précédent couvrait la période 2007-2017. L’emploi du feu est régi par deux types de réglementations. D’abord le code forestier et l’arrêté préfectoral du 27 octobre 2014, qui réglementent l’emploi du feu à moins de 200 m des espaces naturels combustibles sur l’ensemble du département. Ensuite celle établie dans le cadre de la lutte contre la pollution de l’air, qui interdit le brûlage des déchets verts des particuliers. L’écobuage est quant à lui réglementé dans le cadre de commissions locales d’écobuage (CLE)

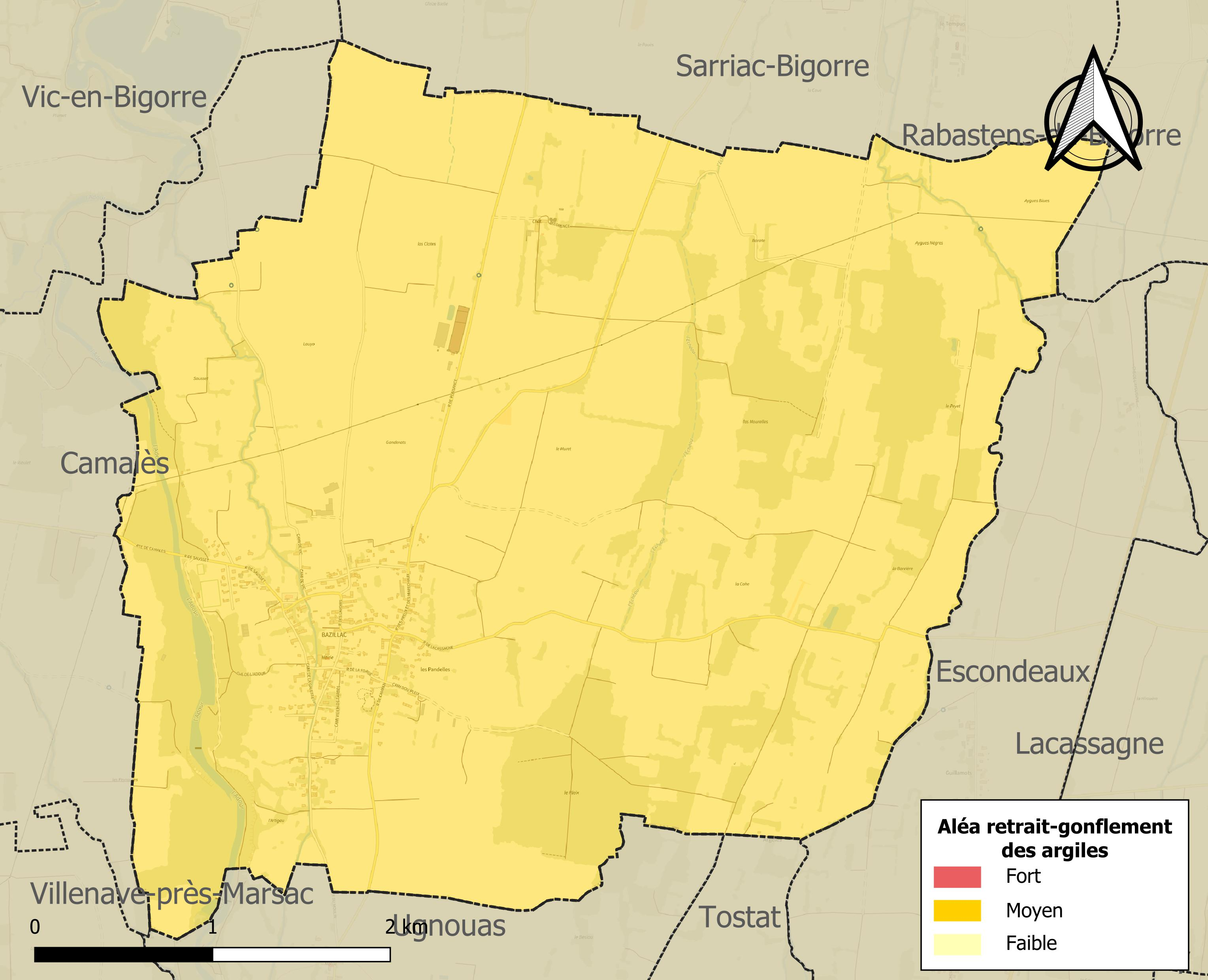
Carte des zones d'aléa retrait-gonflement des sols argileux de Bazillac.

Les mouvements de terrains susceptibles de se produire sur la commune sont des tassements différentiels.
Le retrait-gonflement des sols argileux est susceptible d'engendrer des dommages importants aux bâtiments en cas d’alternance de périodes de sécheresse et de pluie. La totalité de la commune est en aléa moyen ou fort (44,5 % au niveau départemental et 48,5 % au niveau national). Sur les 167 bâtiments dénombrés sur la commune en 2019, 167 sont en aléa moyen ou fort, soit 100 %, à comparer aux 75 % au niveau départemental et 54 % au niveau national. Une cartographie de l'exposition du territoire national au retrait gonflement des sols argileux est disponible sur le site du BRGM,.
Par ailleurs, afin de mieux appréhender le risque d’affaissement de terrain, l'inventaire national des cavités souterraines permet de localiser celles situées sur la commune.
Concernant les mouvements de terrains, la commune a été reconnue en état de catastrophe naturelle au titre des dommages causés par des mouvements de terrain en 1999.

## Toponymie

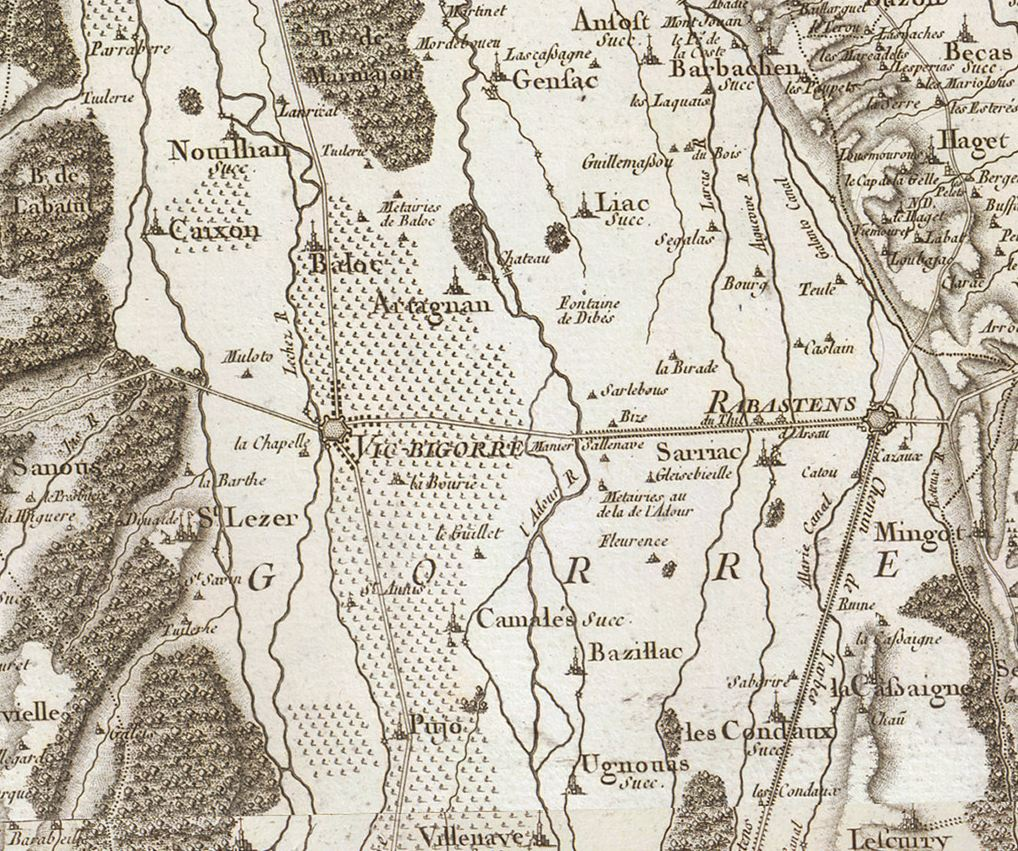
Extrait de la carte de Cassini (entre 1756 et 1789) situant Bazillac au sud de Rabastens-de-Bigorre et de Vic-en-Bigorre

On trouvera les principales informations dans le Dictionnaire toponymique des communes des Hautes-Pyrénées de Michel Grosclaude et Jean-François Le Nail qui rapporte les dénominations historiques du village :
Dénominations historiques :
- S. Bernardo de Baseliaco, de Basaliaco, latin (1062, cartulaire Bigorre) ;
- Bernardus de Basalag, latin et gascon (1152, cartulaire Berdoues) ;
- Bernardus de Basiliaco, latin (1157, ibid. ; 1257, ibid.) ;
- Bernardus de Bazalag, latin et gascon (1190, ibid.) ;
- Bernardus de Baselag, latin et gascon (1171, ibid.) ;
- Bernardo de Basalach, latin et gascon (1256, Trésor des chartes) ;
- Raymundus Aymerici de Bazalha, latin et gascon (1300, enquête Bigorre) ;
- De Bazelhaco, latin (1313, Debita regi Navarre ; 1379, procuration Tarbes) ;
- De Baselhaco, latin (1342, pouillé de Tarbes) ;
- Baselhac, (1429, censier Bigorre) ;
- Bazeillac, (1790, Département 2) ;
- Bazillac, (fin XVIIIe siècle, carte de Cassini).

Étymologie : du nom de personnage latin Basilius et suffixe -acum (= domaine de Basilius).
Nom occitan : Baselhac.

## Histoire

### Cadastre napoléonien de Bazillac
Le plan cadastral napoléonien de Bazillac est consultable sur le site des archives départementales des Hautes-Pyrénées.

## Politique et administration

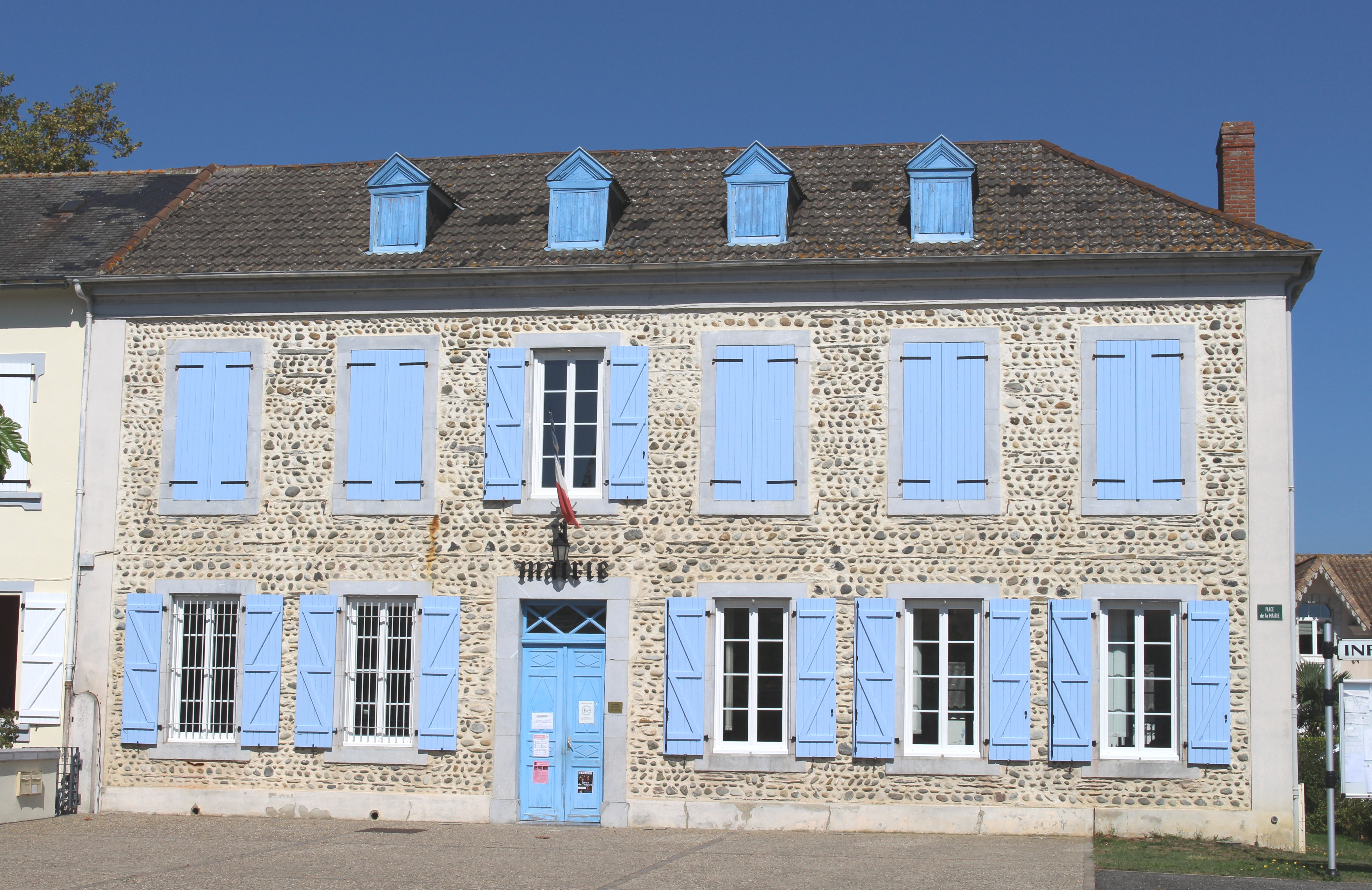
La mairie en 2016.

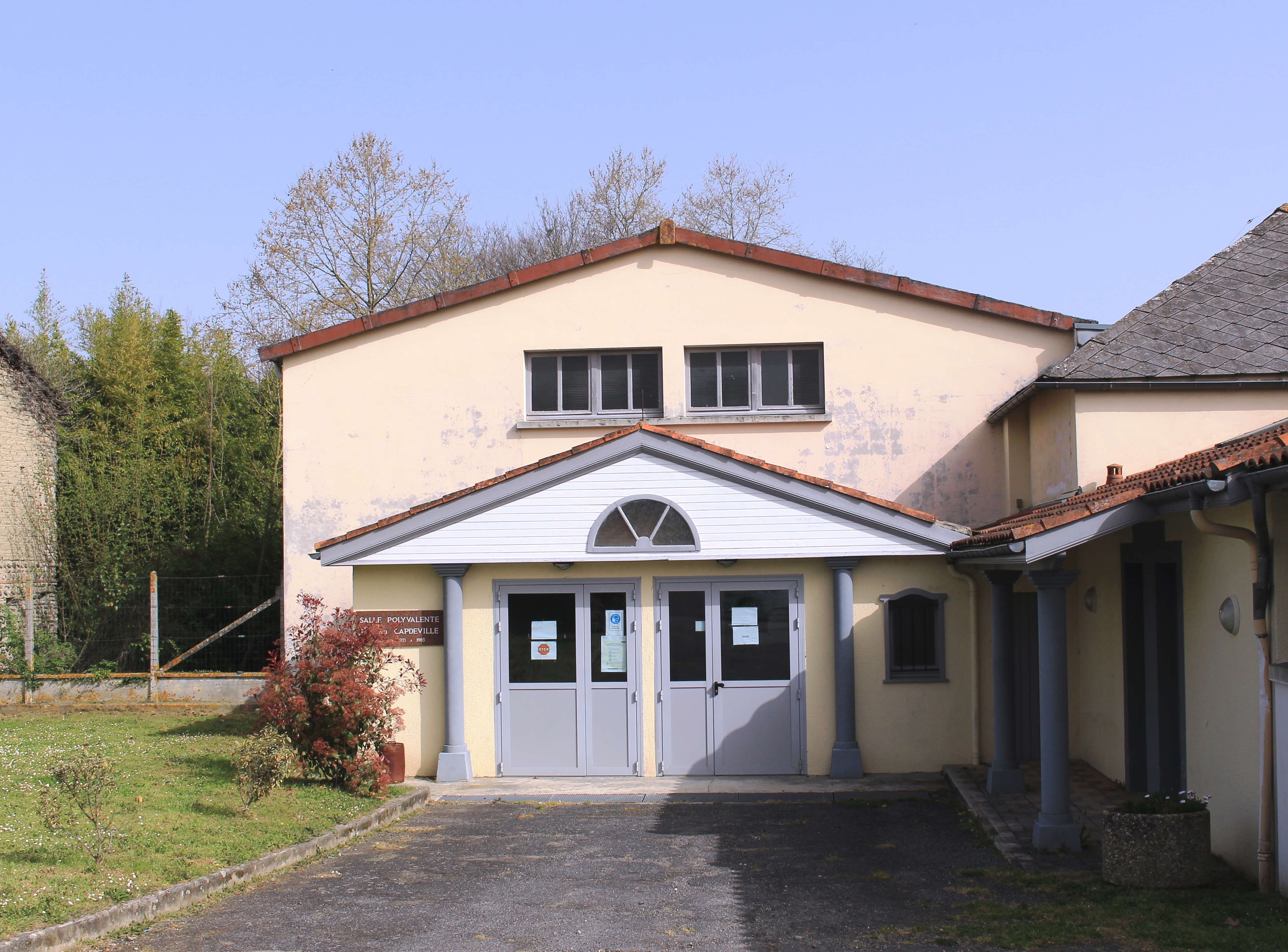
Le foyer rural en 2021.

### Liste des maires
| Période                                  | Période   | Identité          | Étiquette | Qualité                            |
| ---------------------------------------- | --------- | ----------------- | --------- | ---------------------------------- |
| Les données manquantes sont à compléter. |           |                   |           |                                    |
| avant 1879                               |           | Ulysse Abeillé    |           |                                    |
|                                          |           |                   |           |                                    |
| mars 1971                                | 1985      | Edmond Capdeville |           |                                    |
|                                          |           |                   |           |                                    |
| mars 1989                                | mars 2008 | Michèle Banet     |           | Conseillère principale d'éducation |
| mars 2008                                | en cours  | Charles Rocheteau | LFI       |                                    |

### Rattachements administratifs et électoraux

#### Historique administratif
Pays et sénéchaussée de Bigorre, quarteron de Vic, canton de Vic-en-Bigorre puis de Rabastens (1790-2014).

#### Intercommunalité
Bazillac appartient à la communauté de communes Adour Madiran créée en janvier 2017, qui a la particularité de réunir 72 communes de Bigorre et Béarn.

## Population et société

### Démographie

#### Évolution démographique
| 1793 | 1800 | 1806 | 1821 | 1831 | 1836 | 1841 | 1846 | 1851 |
| ---- | ---- | ---- | ---- | ---- | ---- | ---- | ---- | ---- |
| 402  | 326  | 431  | 434  | 519  | 550  | 527  | 529  | 533  |

| 1856 | 1861 | 1866 | 1876 | 1881 | 1886 | 1891 | 1896 | 1901 |
| ---- | ---- | ---- | ---- | ---- | ---- | ---- | ---- | ---- |
| 546  | 518  | 517  | 478  | 477  | 459  | 459  | 444  | 415  |

| 1906 | 1911 | 1921 | 1926 | 1931 | 1936 | 1946 | 1954 | 1962 |
| ---- | ---- | ---- | ---- | ---- | ---- | ---- | ---- | ---- |
| 420  | 415  | 354  | 320  | 329  | 333  | 320  | 364  | 356  |

| 1968 | 1975 | 1982 | 1990 | 1999 | 2005 | 2006 | 2010 | 2015 |
| ---- | ---- | ---- | ---- | ---- | ---- | ---- | ---- | ---- |
| 335  | 319  | 352  | 317  | 304  | 342  | 352  | 329  | 343  |

| 2020 | 2022 | - | - | - | - | - | - | - |
| ---- | ---- | - | - | - | - | - | - | - |
| 359  | 369  | - | - | - | - | - | - | - |

### Enseignement

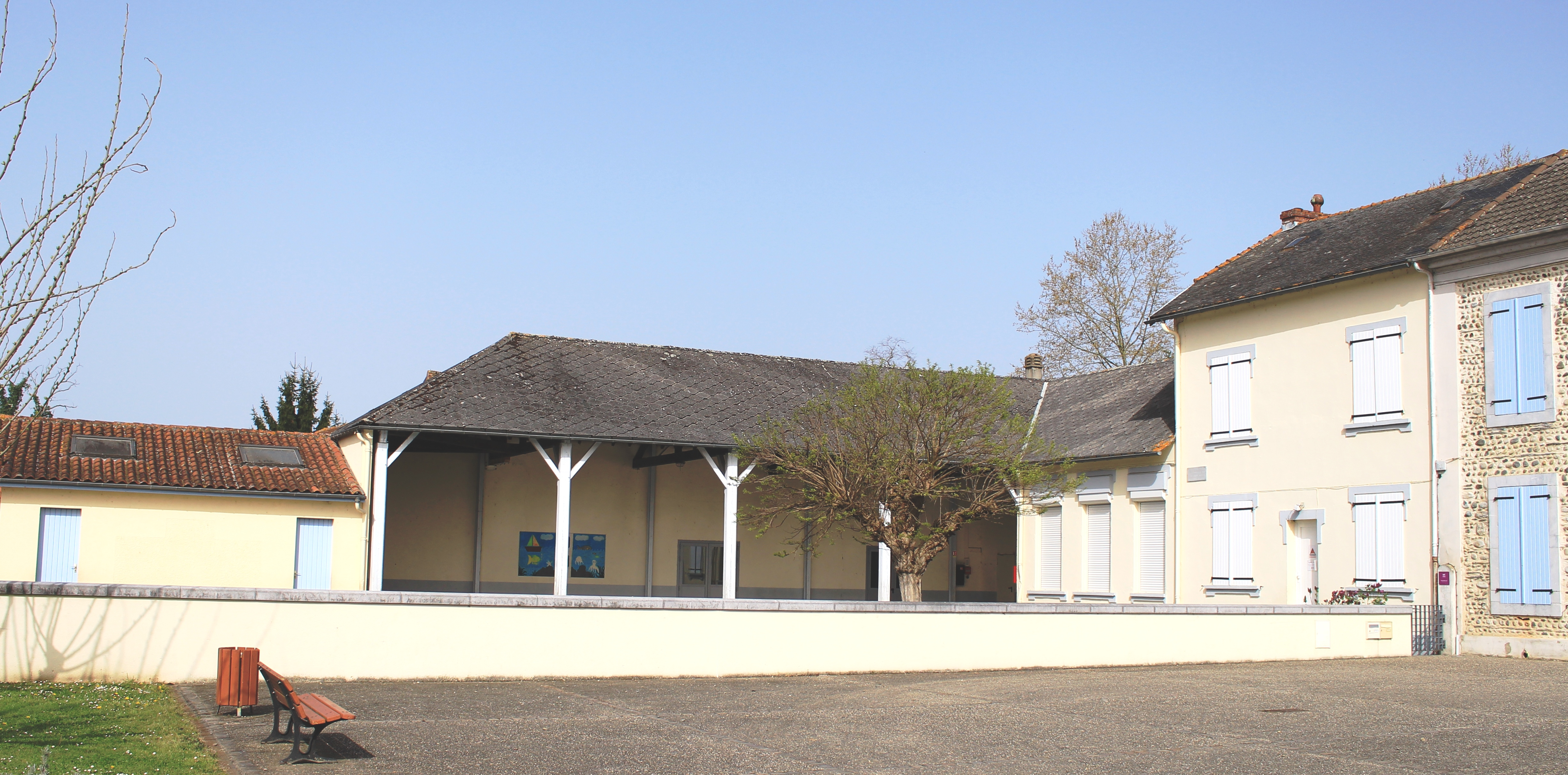
L’école élémentaire en 2021.

La commune dépend de l'académie de Toulouse. Elle dispose d’une école en 2017.
- École élémentaire.

### Sports

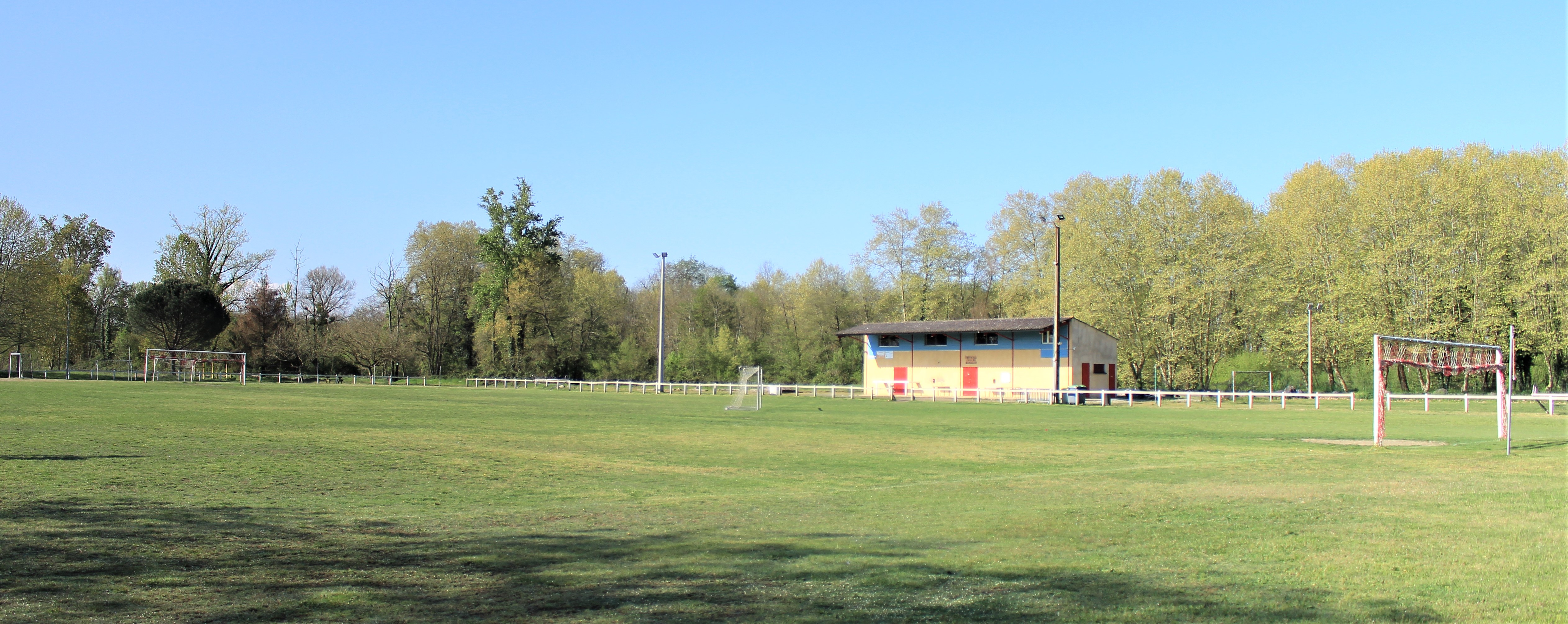
Le stade de football.

- Bazillac possède un club de football : Football Club De Bazillac.
- Le sentier de l'Adour passe sur la commune.

## Économie

### Revenus
En 2018, la commune compte 138 ménages fiscaux, regroupant 323 personnes. La médiane du revenu disponible par unité de consommation est de 20 560 € (20 420 € dans le département).

### Emploi
|                | 2008  | 2013  | 2018  |
| -------------- | ----- | ----- | ----- |
| Commune        | 7,5 % | 8,7 % | 7,5 % |
| Département    | 7,7 % | 9,4 % | 9,8 % |
| France entière | 8,3 % | 10 %  | 10 %  |

En 2018, la population âgée de 15 à 64 ans s'élève à 208 personnes, parmi lesquelles on compte 82,6 % d'actifs (75,1 % ayant un emploi et 7,5 % de chômeurs) et 17,4 % d'inactifs,. Depuis 2008, le taux de chômage communal (au sens du recensement) des 15-64 ans est inférieur à celui de la France et du département.
La commune fait partie de la couronne de l'aire d'attraction de Tarbes, du fait qu'au moins 15 % des actifs travaillent dans le pôle,. Elle compte 22 emplois en 2018, contre 27 en 2013 et 31 en 2008. Le nombre d'actifs ayant un emploi résidant dans la commune est de 158, soit un indicateur de concentration d'emploi de 13,6 % et un taux d'activité parmi les 15 ans ou plus de 60,8 %.
Sur ces 158 actifs de 15 ans ou plus ayant un emploi, 20 travaillent dans la commune, soit 12 % des habitants. Pour se rendre au travail, 93,2 % des habitants utilisent un véhicule personnel ou de fonction à quatre roues, 3,1 % s'y rendent en deux-roues, à vélo ou à pied et 3,7 % n'ont pas besoin de transport (travail au domicile).

## Culture locale et patrimoine

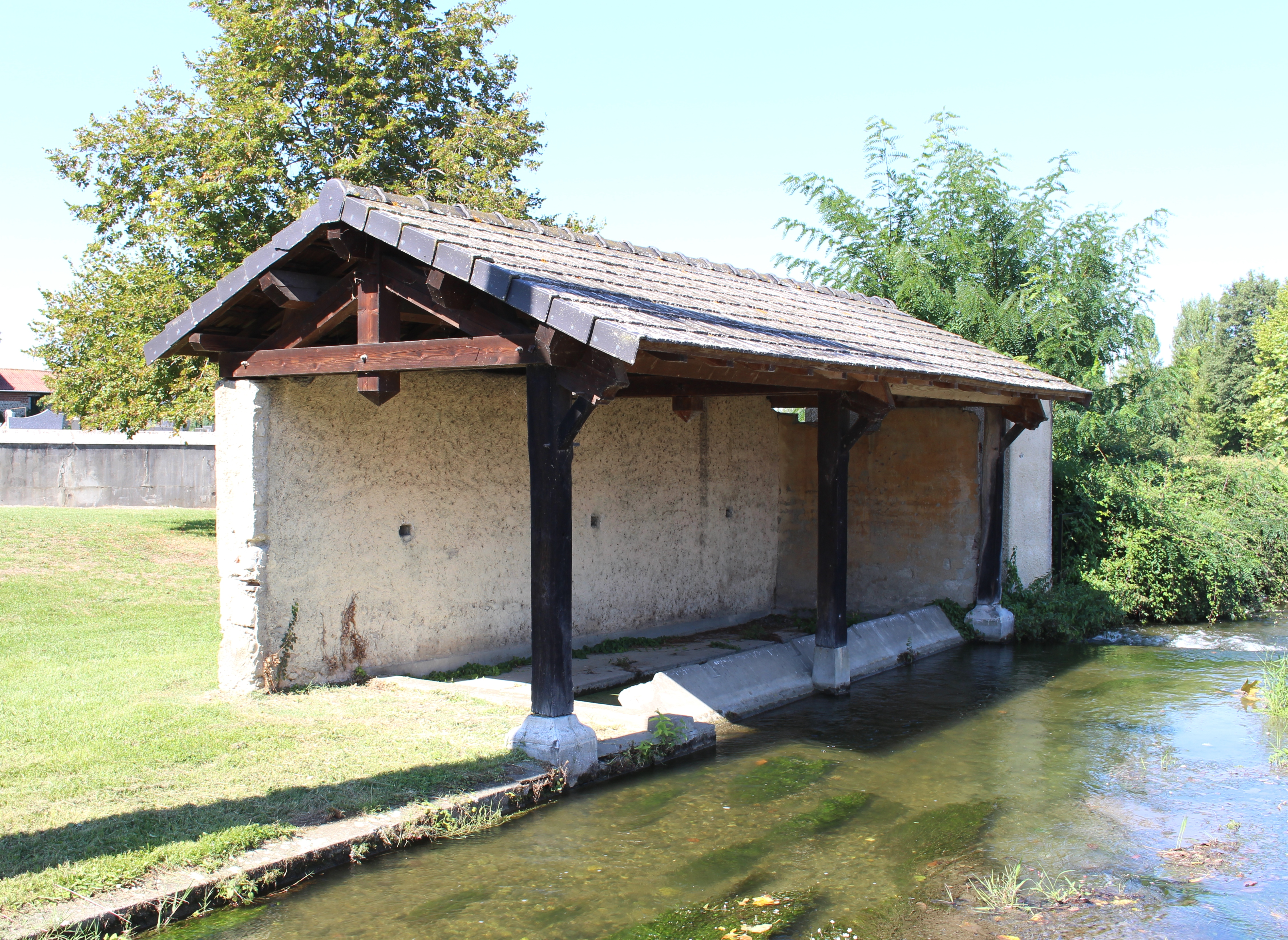
Le lavoir de Bazillac (Église) en 2016.

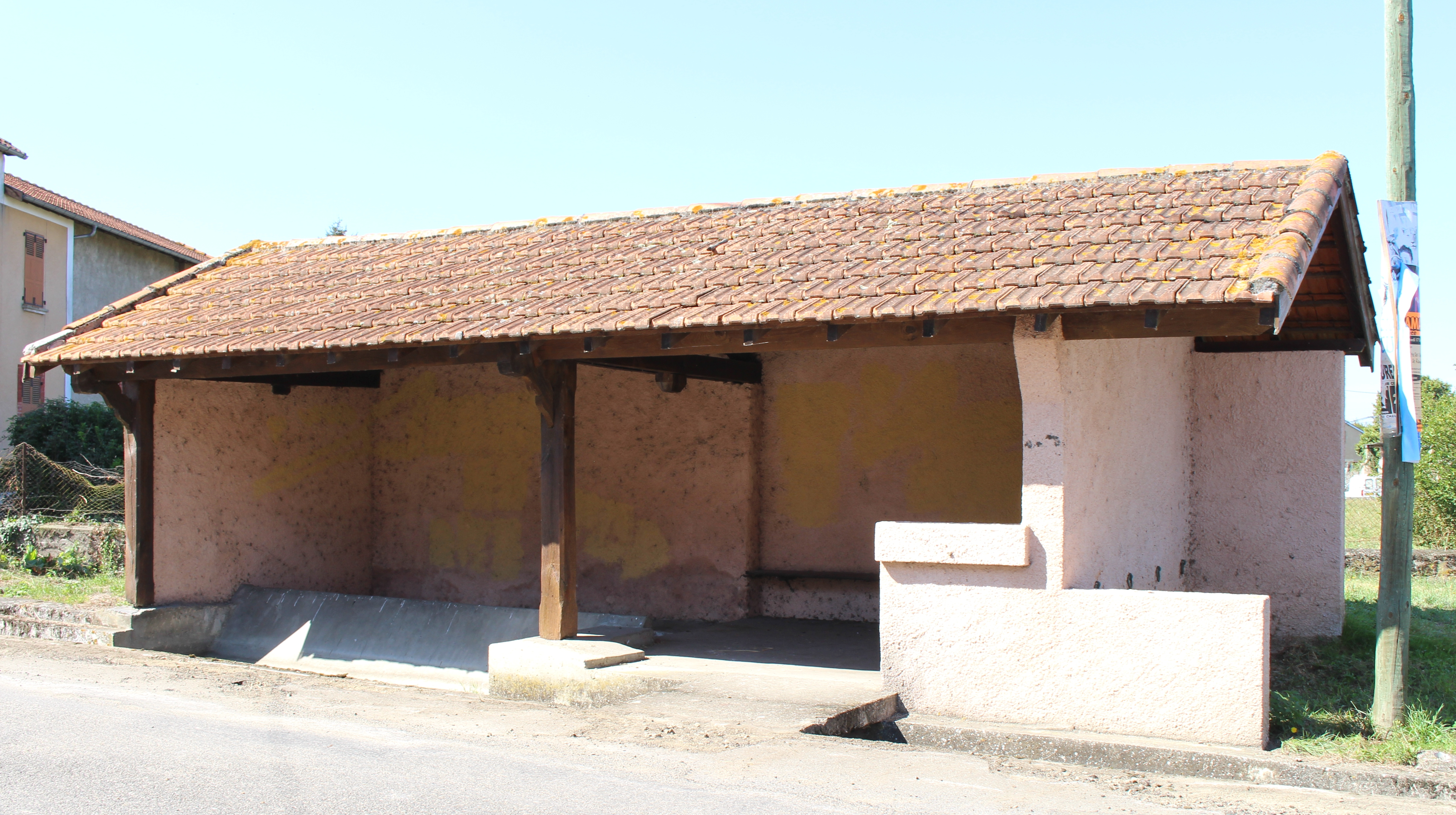
Le lavoir de Bazillac (Rue de Campan).

### Lieux et monuments
- Église Saint-Saturnin de Bazillac.
- Lavoirs : de l'église et rue de Campan.

Sélection de vues de l'église Saint-Saturnin en 2016.
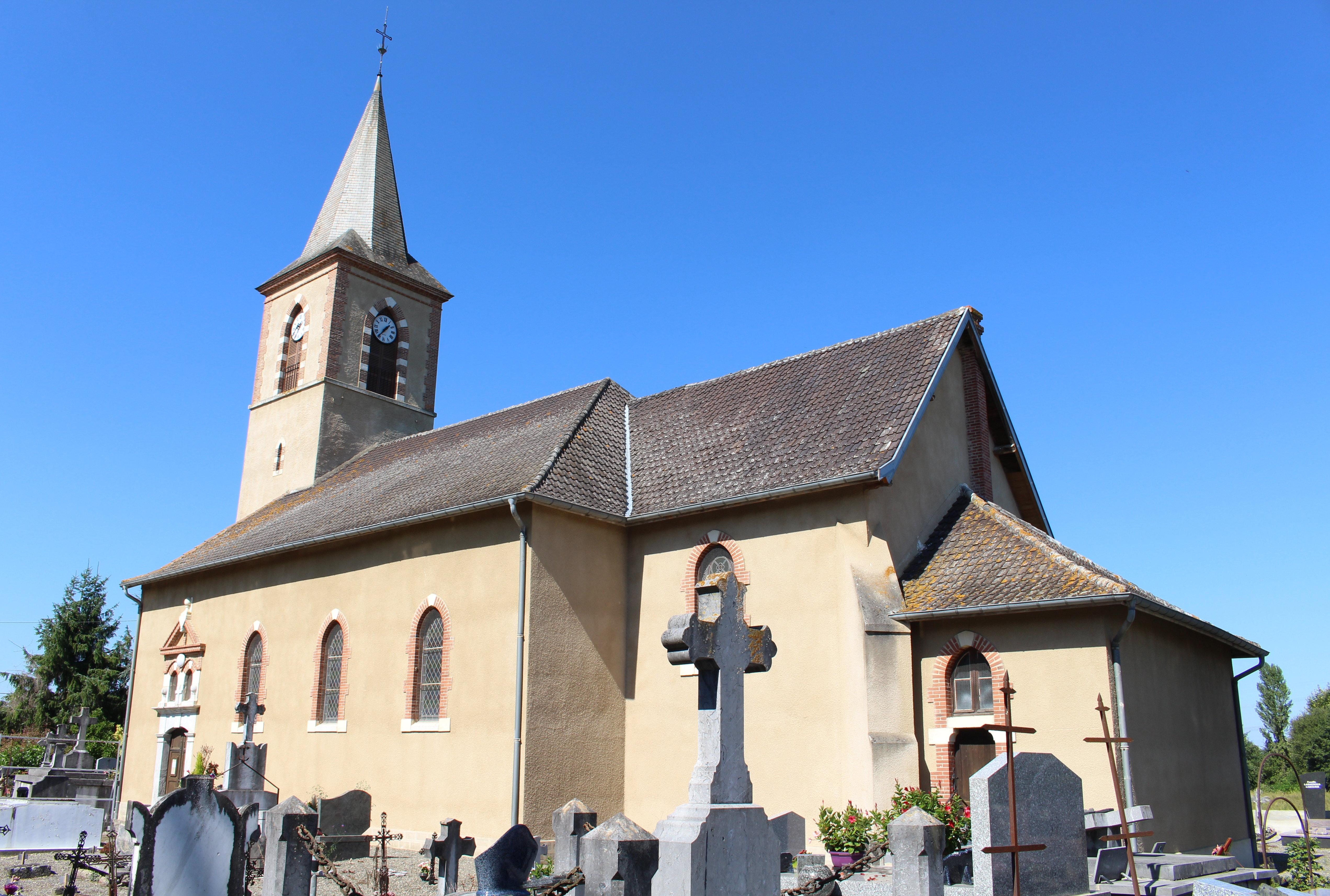
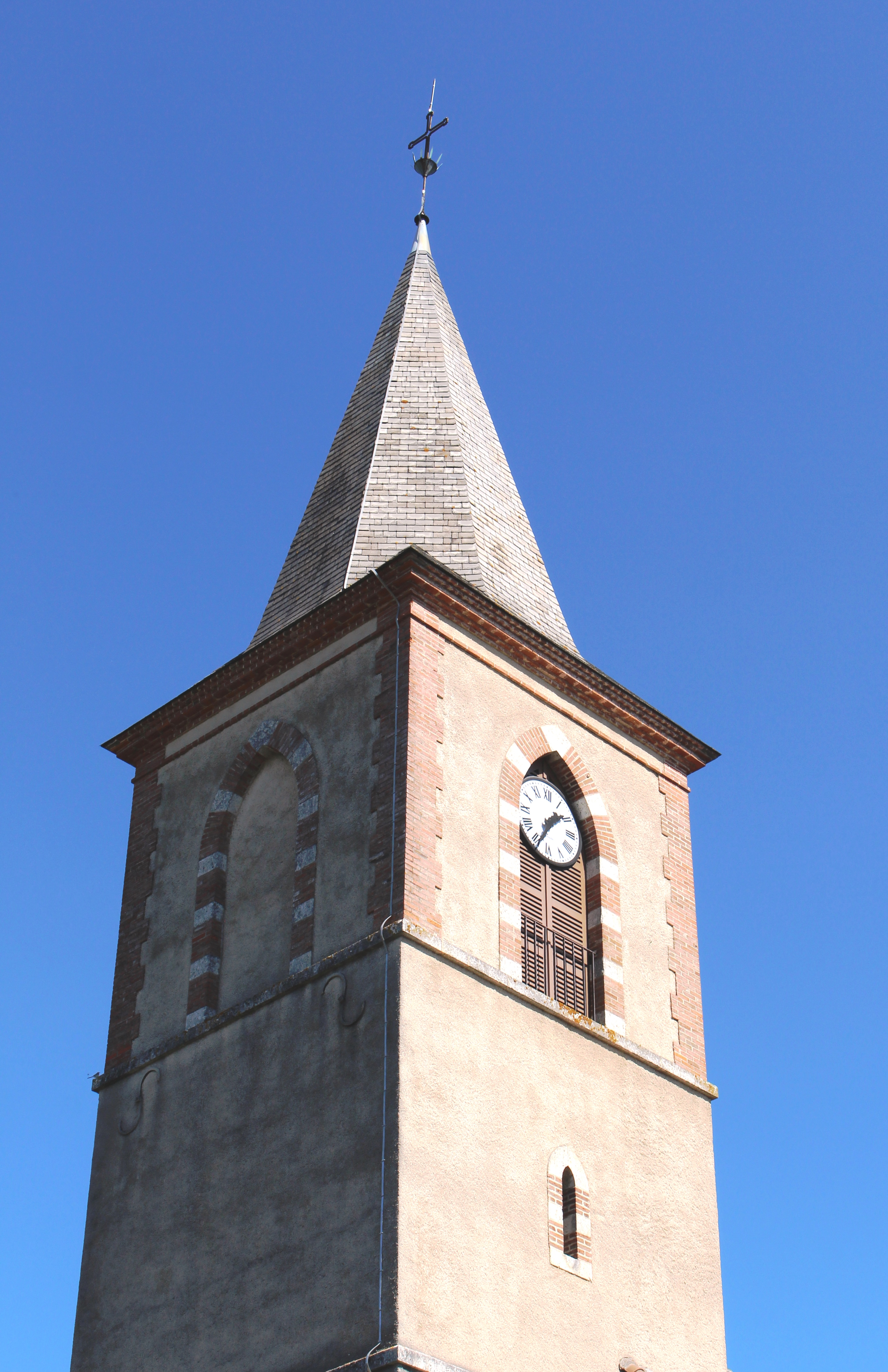
Le clocher.
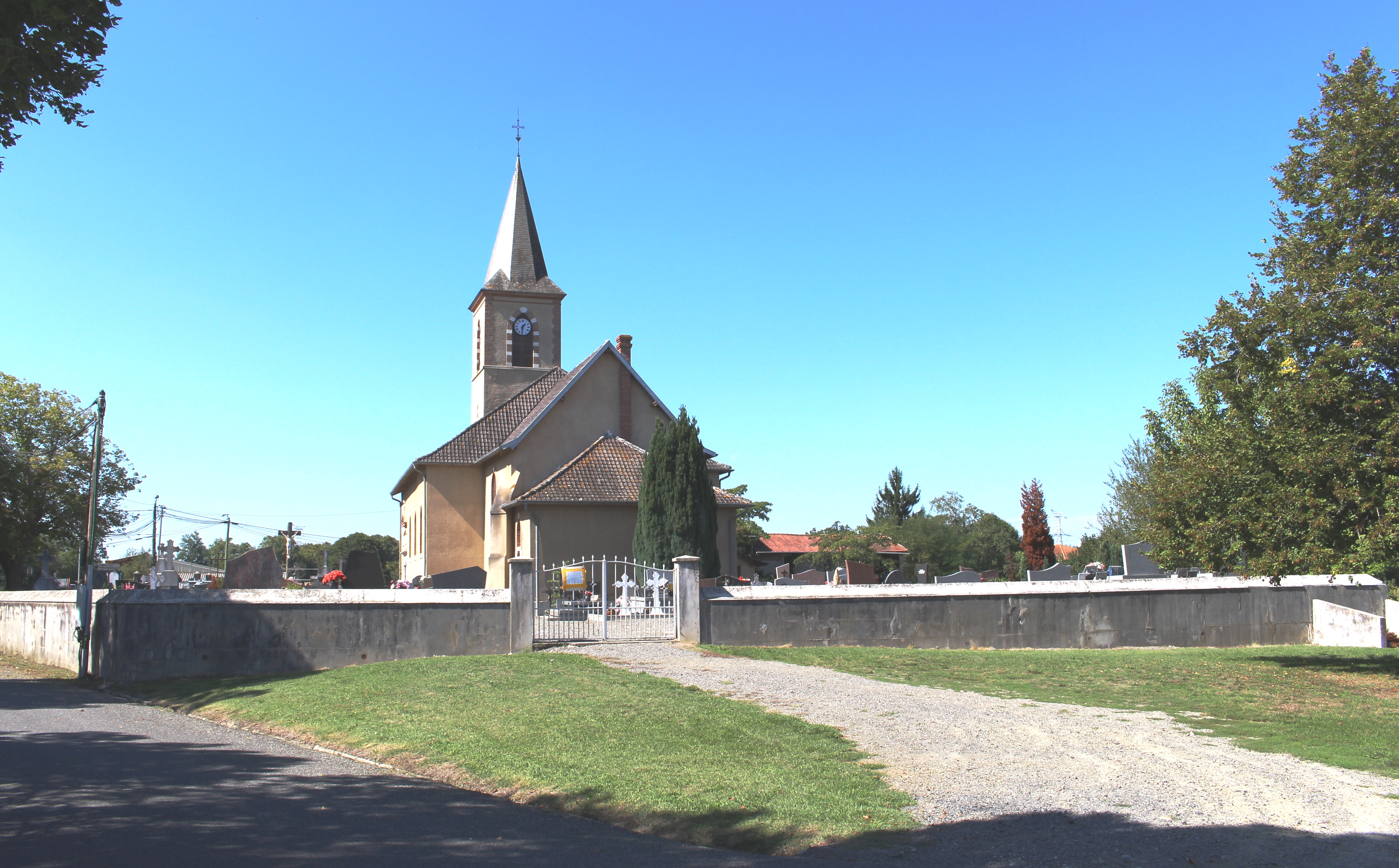

## Voir aussi

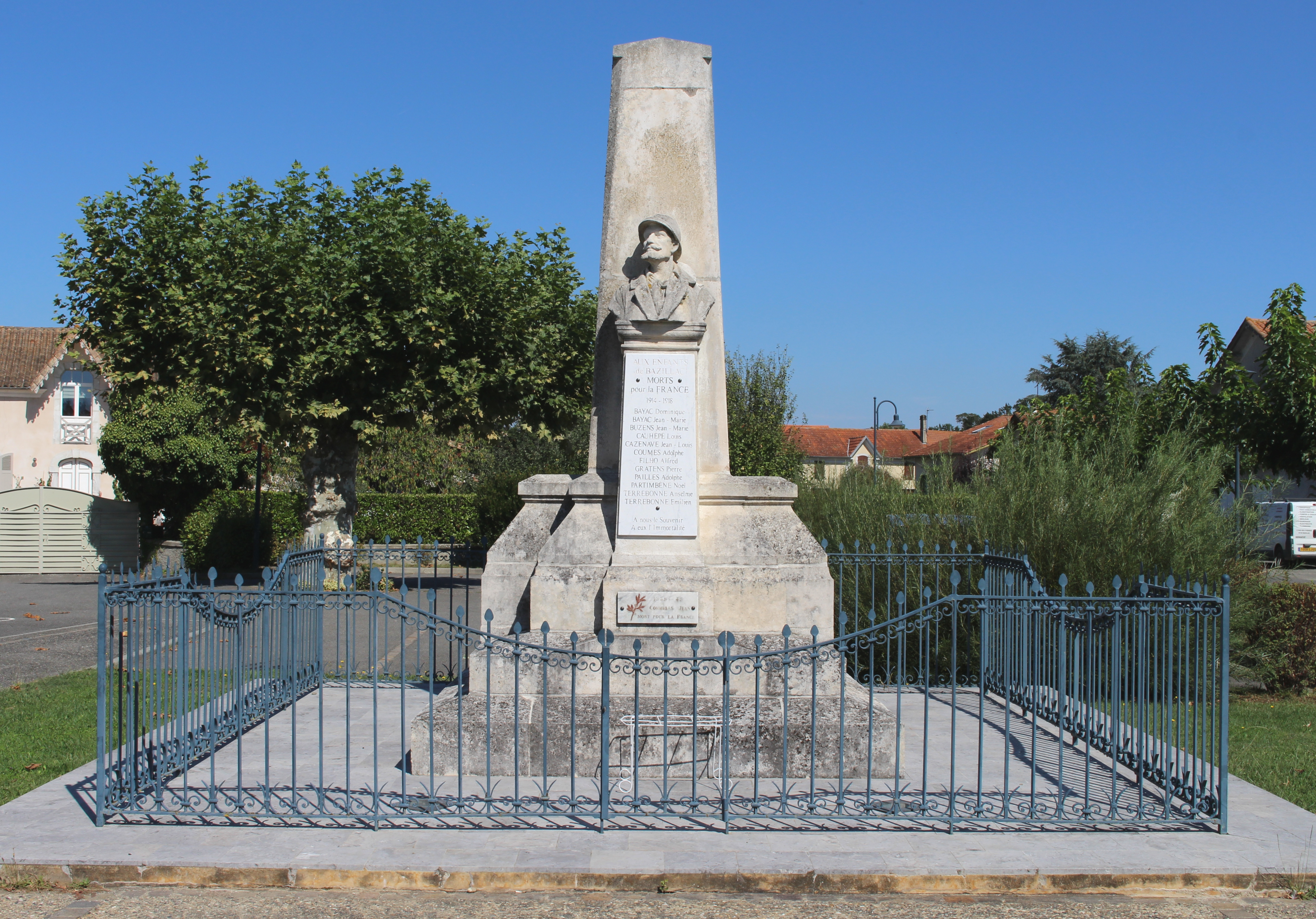
Le monument aux morts municipal.

### Héraldique
| Blason | Blasonnement : d'argent à la corbeille au naturel remplie de fleurs de sinople, au chef d'azur chargé de trois molettes d'éperon d'or. Commentaires : blason vérifié auprès de la commune (mai 2015). Le chef est le même que celui de la famille Auderic, titrée marquis de Bazillac (leur écu portait un lion rampant contre un arbre). |